# Hugh Lawson White

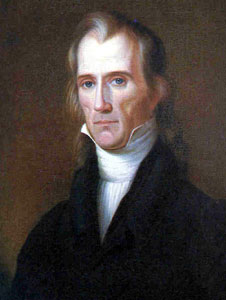
Hugh Lawson White

Hugh Lawson White (* 30. Oktober 1773 im Iredell County, Provinz North Carolina; † 10. April 1840 in Knoxville, Tennessee) war ein US-amerikanischer Politiker. Er war von 1825 bis zu seinem Rücktritt 1840 Vertreter von Tennessee im Senat der Vereinigten Staaten. Außerdem war er ein Kandidat der United States Whig Party für die Präsidentschaft im Jahre 1836.

## Leben
White hatte in Tennessee in den Jahren 1792–1793 im Krieg gegen Indianervölker gekämpft. Anschließend studierte er in Philadelphia und Lancaster, wo er einen Abschluss in Rechtswissenschaften erlangte. Er begann 1796 als Anwalt in Knoxville zu praktizieren. 1801 wurde er zum Richter ernannt, zwischen 1808 und 1809 war er Bundesstaatsanwalt für den östlichen Distrikt von Tennessee. Von 1807 bis 1809 und erneut von 1817 bis 1825 saß er im Senat von Tennessee. 1809 bis 1815 gehörte er dem Tennessee Supreme Court an. Er war später außerdem auch als Banker tätig und von 1812 bis 1827 Präsident der Bank von Tennessee. 1825 wurde er für die Demokratisch-Republikanische Partei (Jacksonians) in den Senat der Vereinigten Staaten gewählt und 1829 in seinem Mandat bestätigt. 1835 wurde er für die Demokratische Partei erneut in den Senat gewählt, zeitweilig war er Vizepräsident des Senats. 1829–1830 verfasste er als Senator den Indian Removal Act, ein Gesetz, nach dem der Präsident die Indianerstämme des Ostens in Gebiete westlich des Mississippi umsiedeln konnte, welches den Pfad der Tränen zur Folge hatte. Seine unabhängige Wesensart und seine strenge Aufrichtigkeit verschafften White den Spitznamen „Der Cato der Vereinigten Staaten“.
Zuerst war er ein starker Unterstützer des Präsidenten Jackson. Ihre Beziehung zerbrach, nachdem die Legislative von Tennessee White 1835 als Präsidentschaftskandidaten vorschlug. Er war damit einer von insgesamt vier Kandidaten der erst 1833 gegründeten, noch wenig organisierten Whig Party, die damals fast nur durch die Opposition gegen Jackson zusammengehalten wurde. Bei den Wahlen im Jahre 1836 gewann er mehr als 146.000 Stimmen und konnte neben Tennessee, wo er einen Erdrutschsieg erzielte, auch Georgia hinter sich bringen. Jacksons vormaliger Vize Martin Van Buren von der Demokratischen Partei konnte die Wahl gegen die zersplitterte Whig-Opposition jedoch leicht für sich entscheiden.
Senator White trat am 13. Januar 1840 zurück. Das Parlament von Tennessee hatte ihn aufgefordert, für ein Finanzgesetz zu stimmen, das er aufgrund seiner eigenen Erfahrungen als Banker als grundsätzlich falsch empfand. Alexander O. Anderson ersetzte ihn im Senat am 26. Februar 1840. White starb wenige Wochen nach seinem Rücktritt.
Das White County in Arkansas wurde ihm zu Ehren benannt.